# プリティ・デイト
「プリティ・デイト」は、吉川晃司が1988年2月3日にリリースした12枚目のシングル。

## 解説
COMPLEX結成前最後のソロシングル。SMSレコード在籍時の最後のシングル。本シングル発売前にアルバム『GLAMOROUS JUMP』（1987年）収録の「HOT LIPS」がシングルとしてリリース予定であったが、諸事情により発売中止となった。
本作を最後に吉川は1年間の休業に入り、事務所を独立、レコード会社を東芝EMIに移籍、その後布袋寅泰とのユニット「COMPLEX」を結成した。本楽曲シングル発売後は一時休業およびCOMPLEX活動開始のため、オリジナル・アルバムには未収録。「ザ・ベストテン」等のランキング番組への出演は、COMPLEXとしては出演を全て辞退した為、本楽曲で最後となった。
同時期にSMSレコードは解散。渡辺プロのレコード事業はアポロンに一本化される。
ミュージック・ビデオが制作されており、ローソンのみ発売されたミュージックビデオ集『MOJO VOL.8』に収録。

## リリース履歴
| No. | 日付           | レーベル    | 規格      | 規格品番 | 最高順位 | 備考 |
| --- | -------------- | ----------- | --------- | -------- | -------- | ---- |
| 1   | 1988年2月3日   | SMSレコード | EP        | SM07-280 | 5位      |      |
| 2   | 1988年12月16日 | SMSレコード | 8センチCD | MD10-12  | -        |      |

## 収録曲
1. プリティ・デイト
作詞：吉川晃司／作曲：村松邦男／編曲：清水信之
2. 恋をしようぜ!! (ライブ・ヴァージョン)
作詞：吉川晃司／作曲：吉川晃司／編曲：清水信之

## 収録アルバム
- プリティ・デイト
  - beat goes on（1988年）
  - SINGLES+（2014年）

- 恋をしようぜ!! （ライブ・バージョン）
  - （アルバム未収録）